# Prins Pompom
Prins Pompom – Saga är en barnbok av Alfhild Agrell, utgiven 1901 på Hökerberg förlag. Den är Agrells enda barnbok och illustrerades av Elsa Beskow.

## Handling
Boken handlar om prins Pompom vars föräldrar göder honom till bristningsgränsen för att han en dag ska passa i en kungakostym. Prinsen blir fetare och fetare och allt mer ensam.

## Utgåvor
- Prins Pompom: saga. Stockholm: Hökerberg. 1901. Libris 1721446